# Wen Jiabao
Wen Jiabao (pinyin: Wēn Jiābǎo; Wade-Giles: Wen Chia-pao; Tianjin 15. rujna 1942.) bivši predsjednik Državnog savjeta Narodne Republike Kine, odnosno bivši šef vlade. On je također član 17. Stalnog komiteta Politbiroa Komunističke partije Kine, de facto najvažnijeg organa vlasti u državi, gdje je rangiran kao treći od devet članova. 
Wen je po struci geolog koji je 1968. godine diplomirao na Pekinškom institutu geologije. Nakon toga je poslan u Gansu gdje je prvo radio kao geolog, a potom u unutrašnjosti Kine radio na nizu upravnih funkcija penjući se kroz birokratsku hijerarhiju. Potom je premješten u Peking gdje je radio kao načelnik Glavnog ureda Partije od 1987. do 1993. godine, a bio je i pomoćnik premijera Zhao Ziyanga za vrijeme prosvjeda na Tiananmenskom trgu 1989. godine. Godine 1998. je unaprijeđen na mjesto vicepremijera od strane svog mentora Zhu Rongjia, koji mu je udijelio portfelje poljoprivrede i financija.
Nakon što je godine 2003. postao premijer, Wen se smatra ključnim čovjekom četvrte generacije rukovodstva Komunističke partije Kine, zajedno s generalnim tajnikom Hu Jintaoom. Poznat po svojoj staloženosti u javnim nastupima i radnoj etici, Wen je jedan od najeksponiranijih predstavnika aktualne kineske vlasti, te uživa nadimak "narodni premijer" u domaćim i stranim medijima. Populističke mjere i imidž "običnog čovjeka" ga razdvajaju od ostatka kineske političke elite. Godine 2013. prestao je obnašati dužnost premijera i naslijedio ga je Li Keqiang.

## Vanjske poveznice
- Biografija - Wen Jiabao @ China Vitae  Arhivirana inačica izvorne stranice od 28. kolovoza 2006. (Wayback Machine)
- The Age - Who is Wen Jiabao?